# RuPaul's Secret Celebrity Drag Race
RuPaul's Secret Celebrity Drag Race é um spin-off makeover/reality de competição de RuPaul's Drag Race, que teve sua estreia no dia 24 de Abril de 2020 na VH1. Doze celebridades serão transformadas e orientadas por ex-participantes do reality para ganhar o título, bem como fundos para uma instituição de caridade.
Em Agosto de 2020, RuPaul's Secret Celeb Drag Race entrou para o catálogo original da Netflix. Em 23 de Agosto de 2021, RuPaul's Secret Celebrity Drag Race foi renovada para um segunda temporada com estreia marcada para 2022.

## Formato
Em cada episódio, três celebridades passarão por uma transformação drag, orientada por ex-participantes do Drag Race, e participarão de segmentos tradicionais da história do reality, competindo para ser a primeira drag superstar de celebridades e ganhar um prêmio em dinheiro por sua instituição de caridade escolhida.

## Elenco
Ex-participantes de RuPaul's Drag Race aparecem em RuPaul's Celebrity Drag Race como mentoras.
| Mentora                                         | Temporada de RuPaul's Drag Race                 |
| ----------------------------------------------- | ----------------------------------------------- |
| [[Alyssa Edwards\|]] Alyssa Edwards             | 5ª temporada / All Stars 2 / Global All Stars 1 |
| [[Asia O'Hara\|]] Asia O'Hara                   | 10ª temporada                                   |
| Bob The Drag Queen                              | 8ª temporada                                    |
| [[Kim Chi\|]] Kim Chi                           | 8ª temporada                                    |
| [[Monét X Change\|]] Monét X Change             | 10ª temporada / All Stars 4 / All Stars 7       |
| Monique Heart                                   | 10ª temporada / All Stars 4 / UK vs the World 1 |
| [[Nina West\|]] Nina West                       | 11ª temporada / All Stars 9                     |
| Trinity the Tuck                                | 9ª temporada / All Stars 4 / All Stars 7        |
| [[Trixie Mattel\|]] Trixie Mattel               | 7ª temporada / All Stars 3                      |
| [[Vanessa Vanjie Mateo\|]] Vanessa Vanjie Mateo | 10ª temporada / 11ª temporada / All Stars 9     |

## Temporada 1 (2020)
Cada episódio do show irá girar em torno de três convidados famosos que passarão por uma transformação, auxiliados por ex-participantes de Drag Race. As celebridades que participarão do Celebrity Drag Race são:

### Episódio 1
| Celebridade     | Profissão     | Desafio     | Nome de Drag     | Drag Queen Mentora | Celebridade do Snatch Game | Resultado | Caridade               | Arrecadado |
| --------------- | ------------- | ----------- | ---------------- | ------------------ | -------------------------- | --------- | ---------------------- | ---------- |
| Jordan Connor   | Ator          | Snatch Game | Babykins La Roux | Trixie Mattel      | Chrissy Teigen             | Vencedor  | Cystic Fibrosis Canada | US$30,000  |
| Jermaine Fowler | Comediante    | Snatch Game | Miss Mimi Teapot | Bob the Drag Queen | Kevina Hart                | Finalista | RAINN                  | US$10,000  |
| Nico Tortorella | Ator e Modelo | Snatch Game | Olivette Isyou   | Monét X Change     | Lucille Ball               | Finalista | Transgender Law Center | US$10,000  |

### Episódio 2
| Celebridade      | Profissão  | Desafio | Nome de Drag          | Drag Queen Mentora | Resultado | Caridade                              | Arrecadado |
| ---------------- | ---------- | ------- | --------------------- | ------------------ | --------- | ------------------------------------- | ---------- |
| Vanessa Williams | Cantora    | Rusical | Vanqueisha De House   | Asia O'Hara        | Vencedora | The Trevor Project                    | US$30,000  |
| Loni Love        | Comediante | Rusical | Mary J. Ross          | Trinity The Tuck   | Finalista | Dress for Success                     | US$10,000  |
| Tami Roman       | Atriz      | Rusical | Miss Shenita Cocktail | Alyssa Edwards     | Finalista | St. Jude Children's Research Hospital | US$10,000  |

### Episódio 3
| Celebridade     | Profissão         | Desafio | Nome de Drag        | Drag Queen Mentora | Resultado | Caridade                 | Arrecadado |
| --------------- | ----------------- | ------- | ------------------- | ------------------ | --------- | ------------------------ | ---------- |
| Alex Newell     | Cantor e ator     | Roast   | Madam That Bitch    | Bob the Drag Queen | Vencedor  | Hetrick-Martin Institute | US$20,000  |
| Dustin Milligan | Ator              | Roast   | Rachel McAdamsapple | Nina West          | Vencedor  | Project HEAL             | US$20,000  |
| Matt Iseman     | Comediante e ator | Roast   | Bette Bordeaux      | Kim Chi            | Vencedor  | Arthritis Foundation     | US$20,000  |

### Episódio 4
| Celebridade     | Profissão  | Nome de Drag     | Drag Queen Mentora   | Resultado | Caridade           | Arrecadado |
| --------------- | ---------- | ---------------- | -------------------- | --------- | ------------------ | ---------- |
| Hayley Kiyoko   | Cantora    | Queen Eleza Beth | Vanessa Vanjie Mateo | Vencedor  | Planned Parenthood | US$30,000  |
| Madison Beer    | Cantora    | Coral Fixation   | Monique Heart        | Finalista | The Trevor Project | US$10,000  |
| Phoebe Robinson | Comediante | Cocotini         | Alyssa Edwards       | Finalista | Product Red        | US$10,000  |

## Histórico de Lip Sync
| Episódio | Celebridades          | Música                                         | Vencedor            |
| -------- | --------------------- | ---------------------------------------------- | ------------------- |
| 1        | Babykins La Roux      | "Express Yourself" (Madonna)                   | Babykins La Roux    |
| 1        | Miss Mimi Teapot      | "Express Yourself" (Madonna)                   | Babykins La Roux    |
| 1        | Olivette Isyou        | "Express Yourself" (Madonna)                   | Babykins La Roux    |
| 2        | Mary J. Ross          | "You Make Me Feel (Mighty Real)" (Sylvester)   | Vanqueisha De House |
| 2        | Miss Shenita Cocktail | "You Make Me Feel (Mighty Real)" (Sylvester)   | Vanqueisha De House |
| 2        | Vanqueisha De House   | "You Make Me Feel (Mighty Real)" (Sylvester)   | Vanqueisha De House |
| 3        | Bette Bordeaux        | "It's All Coming Back to Me Now" (Celine Dion) | Bette Bordeaux      |
| 3        | Madam That Bitch      | "It's All Coming Back to Me Now" (Celine Dion) | Madam That Bitch    |
| 3        | Rachel McAdamsapple   | "It's All Coming Back to Me Now" (Celine Dion) | Rachel McAdamsapple |
| 4        | Cocotini              | "California Gurls" (Katy Perry)                | Queen Eleza Beth    |
| 4        | Coral Fixation        | "California Gurls" (Katy Perry)                | Queen Eleza Beth    |
| 4        | Queen Eleza Beth      | "California Gurls" (Katy Perry)                | Queen Eleza Beth    |

### 2ª temporada (2022)
Concorrentes

Os nomes indicados referem-se à época das filmagens.
| Concorrente        | Mentora           | Celebridade     | Resultado |
| ------------------ | ----------------- | --------------- | --------- |
| Poppy Love         | Jujubee           | AJ McLean       | Vencedora |
| Chakra 7           | Brooke Lynn Hytes | Tatyana Ali     | Finalista |
| Thirsty Von Trap   | Monét X Change    | Mark Indelicato | Finalista |
| Chic-Li-Fay        | Brooke Lynn Hytes | Kevin McHale    | 4º Lugar  |
| Donna Bellissima   | Monét X Change    | Daniel Franzese | 5º Lugar  |
| Milli Von Sunshine | Jujubee           | Jenna Ushkowitz | 6º Lugar  |
| Jackie Would       | Brooke Lynn Hytes | Thom Filicia    | 7º Lugar  |
| Electra Owl        | Brooke Lynn Hytes | Taylor Dayne    | 8º Lugar  |
| Fabulosity         | Monét X Change    | Loretta Devine  | 9º Lugar  |

Progresso das concorrentes
| Concorrente        | 1      | 2      | 3      | 4      | 5      | 6      | 7      | 8         |
| ------------------ | ------ | ------ | ------ | ------ | ------ | ------ | ------ | --------- |
| Poppy Love         | VENCEU | VENCEU | SALVA  | BOM    | SALVA  | SALVA  | BTM2   | Vencedora |
| Chakra 7           | SALVA  | SALVA  | VENCEU | BOM    | TOP2   | VENCEU | BOM    | Finalista |
| Thirsty Von Trap   | SALVA  | BTM2   | SALVA  | BTM2   | SALVA  | BTM2   | VENCEU | Finalista |
| Chic-Li-Fay        | SALVA  | BOM    | VENCEU | VENCEU | SALVA  | SALVA  | ELIM   | Convidada |
| Donna Bellissima   | SALVA  | BOM    | BTM2   | BOM    | VENCEU | ELIM   |        | Convidada |
| Milli Von Sunshine | SALVA  | BOM    | SALVA  | ELIM   |        |        |        | Convidada |
| Jackie Would       | BTM2   | RUIM   | ELIM   |        |        |        |        | Convidada |
| Electra Owl        | RUIM   | ELIM   |        |        |        |        |        | Convidada |
| Fabulosity         | ELIM   |        |        |        |        |        |        | Convidada |

 Vencedora  A concorrente foi declarada a vencedora da temporada.
 Finalista  A concorrente foi declarada uma das finalistas da temporada.
 VENCEU  A concorrente venceu o desafio do episódio.
 VENCEU  A concorrente foi declara parte das duas melhores do desafio, e venceu Lip Sync for your Legacy, assim vencendo o desafio.
 TOP2  A concorrente foi declara parte das duas melhores do desafio, mas perdeu o Lip Sync for your Legacy.
 BOM  A concorrente recebeu críticas positivas, e foi declarada salva.
 SALVA  A concorrente foi declarada salva.
 RUIM  A concorrente recebeu críticas negativas, e foi declarada salva.
 BTM  A concorrente ficou entre as piores, mas não foi eliminada.
 ELIM  A concorrente ficou entre as piores, e foi eliminada.